# 二弦 (潮樂)
二弦，潮州音樂的特色樂器，潮州弦詩及潮劇音樂都用它做文畔（文爿；文場；弦律部）的領奏樂器，又稱頭弦、頭手弦，（也有意譯潮胡的），演奏琴師稱為頭手。
琴筒以烏木（黑檀木，紫檀類的木材）製成，蒙蟒皮，張2條蠶絲弦，定純4度。